# Трејлер
Трејлер (енгл. trailer) је тип рекламе у којој се налазе неки инсерти из дугометражног филма који ће се приказати у будућности. Реч трејлер се користи за овакву рекламу јер су се у почетку трејлери приказивали на крају сваког филма (енгл. trail — „крај”). Због тога што би публика већ изашла из сале на крају филма, значење термина се променило али му је назив остао исти.
Трејлери имају велику популарност на интернету, а гледају се како на рачунарима тако и на мобилним и другим уређајима. Такође су популарни и у DVD или  формату. Од око 10 милијарди видеа који се годишње погледају на глобалном нивоу, филмски трејлери се налазе на трећем месту (после вести и видеа које корисници сами направе). Формат трејлера се користи као веома добро средство за промоцију телевизијских серија, филмова и видео-игрица, али и књига и позоришних манифестација (представа, концерата и сл.).
Први трејлер у америчким позориштима је приказан новембра 1913. године, када је Нилс Гранлунд — менаџер неколико позоришта у власништву Маркуса Лоуа — направио кратки промотивни филм за мјузикл Трагачи за задовољством (енгл. The Pleasure Seekers), представљен у Винтер гардену на Бродвеју.